# Circonscription de Segeg
La circonscription de Segeg est une des 23 circonscriptions législatives de l'État fédéré Somali, elle se situe dans la Zone Fiq. Son représentant actuel est Beshir Abdulahi Adederus.